# Wyspa Mariona
Wyspa Mariona (ang. Marion Island, afr. Marion-eiland) – wyspa w archipelagu Wysp Księcia Edwarda na Oceanie Indyjskim. Należy do Republiki Południowej Afryki.

## Geografia
Ta niezamieszkana wyspa leży w odległości 1770 km od miasta Port Elizabeth na stałym lądzie, 19 km na południowy zachód od mniejszej wyspy archipelagu – Wyspy Księcia Edwarda. Wyspa Mariona jest długa na 25,03 km (w kierunku wschód-zachód) i szeroka na około 16,65 km (w kierunku północ-południe). Jej powierzchnia wynosi 290 km². Jest ona najwyższą częścią aktywnego wulkanu tarczowego, który wznosi się na 1242 m n.p.m. (najwyższy szczyt: Mascarin Peak), a od podstawy na dnie oceanu ma ok. 5000 m wysokości. Wulkan wybuchał w latach 1980 i 2004. W 1947 roku na wyspie została założona południowoafrykańska stacja badawcza.

## Historia
Wyspę przypadkowo odkryli w 1663 roku holenderscy żeglarze ze statku „Maerseeven”. Wyznaczone przez nich położenie okazało się błędne, skutkiem czego wyspa została ponownie odkryta 13 stycznia 1772 roku przez Francuza Marca Josepha Marion du Frense. W grudniu 1776 roku dotarł tu także James Cook, który nazwał archipelag imieniem księcia Edwarda, czwartego syna Jerzego III, ówczesnego króla Wielkiej Brytanii.

## Klimat wyspy Mariona

### Temperatura
Średnia roczna temperatura wynosi 5 °C. W najcieplejszych miesiącach, od stycznia do marca, średnia temperatura wynosi 7,5 °C, zaś w najzimniejszych, od czerwca do września, wynosi 3,6 °C. Najwyższa zanotowana temperatura wynosi 23,8 °C, a najniższa −6,8 °C.

### Opady
W ciągu roku deszcz pada średnio przez 317 dni. Podczas zimy pada przeciętnie przez 28 dni w miesiącu. 

## Fauna wyspy Mariona

### Ptaki
Albatrosy:
- Albatros ciemnogłowy
- Albatros brunatny
- Albatros szarogłowy
- Albatros wędrowny

Burzykowate:
- Burzyk bury
- Burzyk białobrody
- Nurzec mały
- Oceannik czarnobrzuchy
- Oceannik szarogrzbiety
- Petrel długoskrzydły
- Petrel miękkopióry
- Petrelek modry
- Petrelec olbrzymi
- Petrelec wielki
- Petrelek krótkodzioby
- Petrelek popielaty
- Petrelek subantarktyczny

Pingwiny:
- Pingwin białobrewy
- Pingwin królewski
- Pingwin skalny
- Pingwin złotoczuby

Pozostałe:
- Czapla złotawa
- Dymówka
- Kormoran niebieskooki
- Mewa południowa
- Pochwodziób czarnodzioby (Chionis minor marionesis)
- Rybitwa antarktyczna
- Rybitwa kergueleńska
- Wydrzyk wielki (skua)

### Ssaki
- Kotik antarktyczny
- Kotik subantarktyczny
- Słoń morski południowy

## Flora wyspy Mariona
Roślinność na wyspie Mariona jest słabo zróżnicowana w związku z jej izolacją i trudnymi warunkami pogodowymi. Występują 22 miejscowe odmiany roślin okrytonasiennych i paproci, oraz 165 gatunków porostów, mchów oraz wątrobowców.